# Mus platythrix
Mus platythrix är en däggdjursart som beskrevs av Bennett 1832. Mus platythrix ingår i släktet Mus och familjen råttdjur. IUCN kategoriserar arten globalt som livskraftig. Inga underarter finns listade i Catalogue of Life.
Arten förekommer främst i södra delen av Indien. Mindre glest fördelade populationer hittas dessutom i norra Indien. Denna mus vistas i låglandet och i bergstrakter upp till 2000 meter över havet. Den lever i mera torra lövfällande skogar och i buskskogar. Individerna hittas ofta i skogsgläntor eller vid andra öppna ställen. De är aktiva på natten och går främst på marken.
Denna gnagare är med en genomsnittlig kroppslängd (huvud och bål) av 8,2 cm och en svanslängd av cirka 7 cm större än husmusen. På ovansidan är några styvare hår inblandade som är avplattade och bredare nära roten. Arten har gråbrun päls på ryggen och krämfärgad päls på undersidan. Svansens undersida är bara lite ljusare än ovansidan. Antalet spenar hos honor är fyra par.
Mus platythrix undviker människans samhällen. Den samlar små stenar som används för att fodra boet. Djuret äter såväl växtdelar som smådjur.